# Diócesis de Iztapalapa
La diócesis de Iztapalapa (en latín: Dioecesis Iztapalapana) es una circunscripción eclesiástica de la Iglesia católica en México. Se trata de una diócesis latina, sufragánea de la arquidiócesis de México. Desde el 14 de agosto de 2021 su obispo es Jorge Cuapio Bautista.

## Territorio y organización

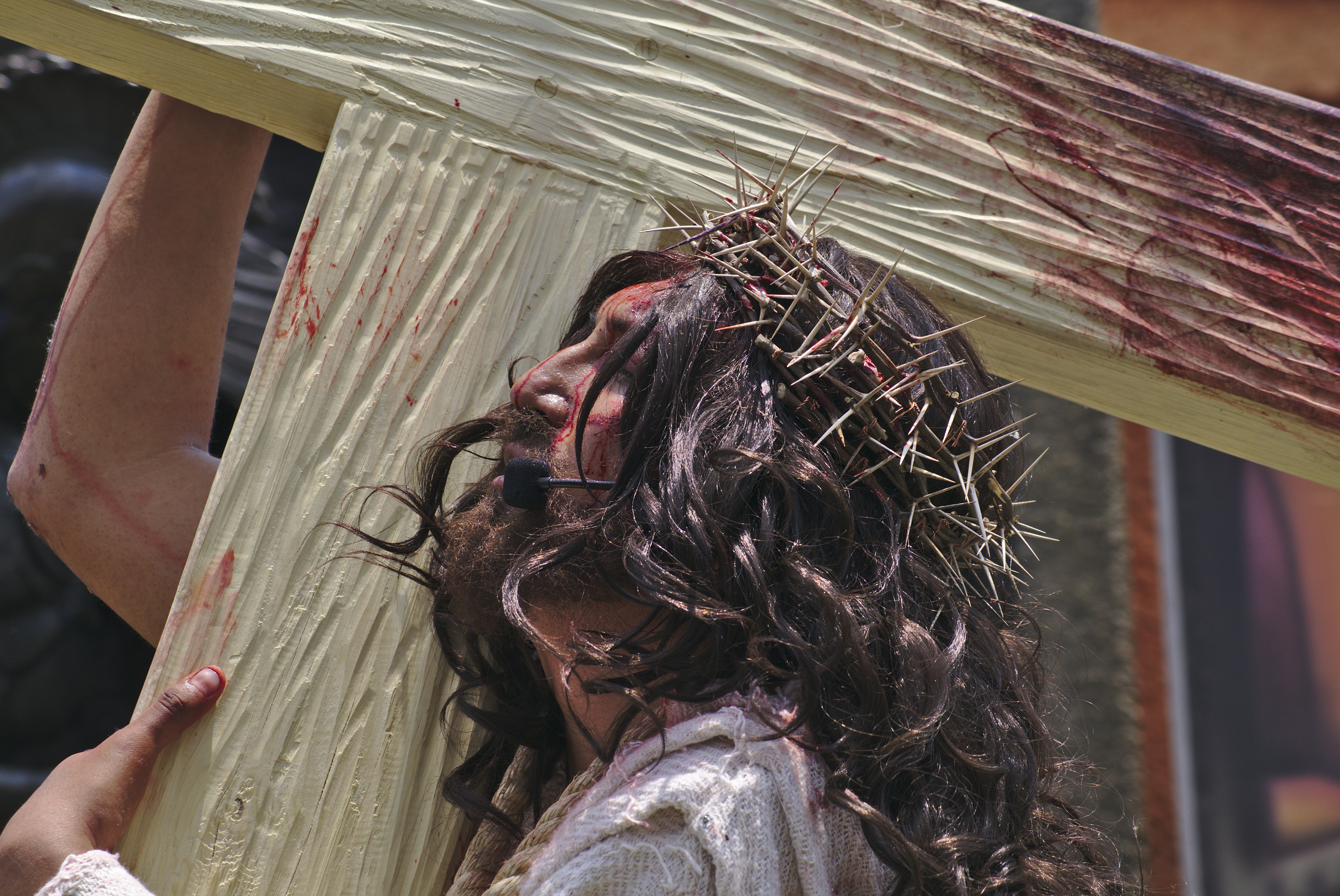
Cristo de Iztapalapa (personaje más importante de la tradicional representación en Iztapalapa de la Pasión en Semana Santa)

La diócesis tiene 117 km² y extiende su jurisdicción sobre los fieles católicos de rito latino residentes en la demarcación territorial de Iztapalapa de la Ciudad de México.
La sede de la diócesis se encuentra en la demarcación territorial de Iztapalapa en la Ciudad de México, en donde se halla la Catedral santuario nacional de Nuestro Señor de La Cuevita (también llamada santuario del Señor del Santo Sepulcro de Jerusalén).
En 2021 en la diócesis existían 101 parroquias.
En el territorio de la diócesis hay por lo menos seis centros de readaptación social de presos, para lo cual existe la Pastoral Penitenciaria. La población de la diócesis es una comunidad multiforme compuesta por 14 pueblos originarios. 

## Historia
El 28 de septiembre de 2019 la nunciatura apostólica comunicó a través de la Secretaría General de la Conferencia del Episcopado Mexicano, que el papa Francisco decidió la erección de tres nuevas diócesis cuyo territorio se desmembraría del de la arquidiócesis de México y pasarían a ser sus sufragáneas.  Así, el 5 de noviembre fue erigida solemnemente por el nuncio apostólico en México Franco Coppola la diócesis de Iztapalapa mediante la bula Qui mandavit. Su primer obispo fue Jesús Antonio Lerma Nolasco, quien se desempeñaba como obispo auxiliar en esa zona oriente de la Ciudad de México.
El segundo obispo de la diócesis, Jorge Cuapio Bautista, fue nombrado el 14 de agosto de 2021.

## Estadísticas
Según el Anuario Pontificio 2022 la diócesis tenía a fines de 2021 un total de 1 539 900 fieles bautizados.
| Año                                                                             | Población            | Población | Población      | Sacerdotes | Sacerdotes    | Sacerdotes    | Bautizados por sacerdote | Diáconos permanentes | Religiosos | Religiosos | Parroquias |
| Año                                                                             | Bautizados católicos | Total     | % de católicos | Total      | Clero secular | Clero regular | Bautizados por sacerdote | Diáconos permanentes | Varones    | Mujeres    | Parroquias |
| ------------------------------------------------------------------------------- | -------------------- | --------- | -------------- | ---------- | ------------- | ------------- | ------------------------ | -------------------- | ---------- | ---------- | ---------- |
| 2019                                                                            | 1 517 130            | 1 827 868 | 83.0           | 125        | 91            | 34            | 12 137                   | 29                   | 68         | 120        | 105        |
| 2020                                                                            | 1 517 130            | 1 827 868 | 83.0           | 125        | 91            | 34            | 12 137                   | 29                   | 68         | 120        | 105        |
| 2021                                                                            | 1 539 900            | 1 855 290 | 83.0           | 122        | 83            | 39            | 12 622                   | 27                   | 40         | 168        | 101        |
| Fuente: Catholic-Hierarchy, que a su vez toma los datos del Anuario Pontificio. |                      |           |                |            |               |               |                          |                      |            |            |            |

## Episcopologio
- Jesús Antonio Lerma Nolasco (28 de septiembre de 2019-14 de agosto de 2021 retirado)
- Jorge Cuapio Bautista, desde el 14 de agosto de 2021